# غذاخانه

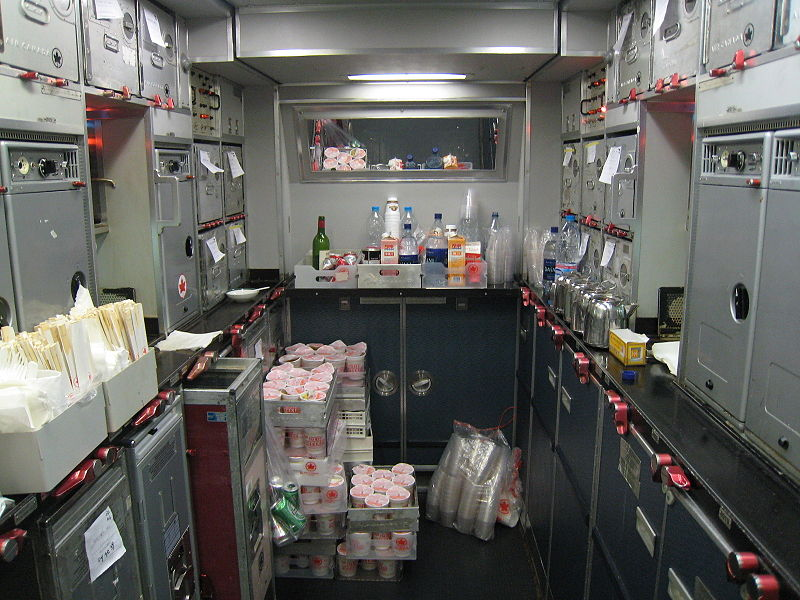
غذاخانه ایرباس آ-۳۴۰-۳۰۰

غذاخانه محل مشخصی است در هواپیماها، کشتی‌ها یا قطارها برای نگهداری و ارائه مواد غذایی و انواع نوشیدنی.
غذاهای موجود در غذاخانه معمولاً در آنجا تهیه نشده و از قبل در شرکت‌های تهیه خوراک بسته‌بندی آماده شده و به عرشه هواپیما یا کشتی یا به قطار آورده می‌شوند تا پس از جاگیری در غذاخانه، در میان مسافران و کارکنان توزیع گردند.
غذاخانه‌های خطوط هوایی تجاری، معمولاً هم تجهیزاتی برای نگهداری و ارائه خوراک و آشامیدنی‌ها دارند و هم صندلی‌های تاشو برای خدمه و محل نگهداری وسایل و تجهیزات اضطراری در آن‌ها تعبیه شده‌است.
هواپیمای داگلاس دی‌سی-۳ نخستین هواپیمایی بود که یک غذاخانه طراحی‌شده در داخل خود داشت.
غذاخانه‌ها در کشتیرانی، به خاطر تکان‌های ناشی از شناور بودن کشتی بر روی آب، معمولاً میله‌های نگهدارنده زیادی دارند و دیگ‌ها و قابلمه‌ها نیز حول محورهای قابل چرخش و ترازشونده آویزان می‌شوند تا از بیرون ریختن غذا از آن‌ها جلوگیری شود.